# Савосько Іван Пилипович
Іван Пилипович Савосько (13 серпня 1892 - † ?) — підполковник Армії УНР.

## Біографія
Народився у с. Красавець Козелецького повіту Чернігівської губернії. У складі 60-го піхотного Замосцького полку брав участь у Першій світовій війні. Був нагороджений Георгіївською зброєю (17 грудня 1916) Останнє звання у російській армії — поручик.
У 1918 р. служив у 3-му Сердюцькому полку Армії Української Держави. За Гетьманату П. Скоропадського був підвищений до звання сотника. 
Учасник  Першого Зимового походу. У 1920–1921 рр. — начальник штабу 1-ї Запорізької бригади 1-ї Запорізької дивізії Армії УНР.
З 1923 р. жив на еміграції у Скальмержице (Польща). 
Подальша доля невідома.